# Sójki (gmina)
Sójki (od 1953 Strzelce) – dawna gmina wiejska istniejąca do 1953 roku w woj. warszawskim, a następnie w woj. łódzkim. Nazwa gminy pochodzi od wsi Sójki, lecz siedzibą władz gminy były Strzelce.
W okresie międzywojennym gmina Sójki należała do powiatu kutnowskiego w woj. warszawskim. 1 kwietnia 1939 roku gminę wraz z całym powiatem kutnowskim przeniesiono do woj. łódzkiego.
Po wojnie gmina zachowała przynależność administracyjną. 13 maja 1952 roku do gminy Sójki przyłączono część obszaru gminy Skrzany w powiecie gostynińskim w woj. warszawskim (część gromady Sieraków Wielki). Według stanu z 1 lipca 1952 roku gmina Sójki składała się z 28 gromad.
21 września 1953 roku jednostka o nazwie gmina Sójki została zniesiona przez przemianowanie na gminę Strzelce.